# Габор Вона
Габор Вона (угор. Vona Gábor, справжнє прізвище — Зазривець (Zázrivecz); нар. 30 серпня 1978, Дьондьош) — угорський політик, лідер націоналістичної Партії за кращу Угорщину з 2006 року, партійний кандидат на посаду прем'єр-міністра на парламентських виборах 2010, 2014 та 2018 років.

## Біографія
Родом із селянської родини, чим пояснює любов до землі і свої антикомуністичні погляди.
Закінчив Університет імені Лоранда Етвеша в Будапешті, де вивчав історію і психологію. У 2003 році брав участь у створенні Партії за кращу Угорщину (Йоббік), а в 2006 році став її головою, змінивши на цій посаді Давида Ковача. У 2007 році Вона став керівником ультраправої воєнізованої організації «Угорська гвардія».
Вона — кандидат від своєї партії на посаду прем'єр-міністра на парламентських виборах 2010 року. На одному з передвиборних мітингів він заявив: «Зараз можуть відбутися остаточні радикальні зміни. Одним чи, радше, двома розчерками пера, ми можемо покласти край беззаконню, творити останні двадцять років». У нинішньому складі парламенту керує фракцією партії Йоббік і бере участь у роботі трьох комітетів. З метою боротьби з «циганської злочинністю» закликає до обмеження народжуваності у циган і до примусову передачу циганських дітей «ледачих батьків» в школи-інтернати.
Одружений, виховує сина.